# 영춘 진씨
영춘 진씨(永春秦氏)는 충청북도 단양군 영춘면을 본관으로 하는 한국의 성씨이다. 시조는 고려에서 대광(大匡)을 지낸 진사립(秦斯立)이다. 

## 참고 자료
- “영춘진씨(永春秦氏)”. 뿌리를 찾아서.[깨진 링크(과거 내용 찾기)]